# Anglikanska kyrkan i Kanada

Anglikanska kyrkan i Kanada, l'Église Anglicane du Canada eller the Anglican Church of Canada (ACC) är en del av den världsvida Anglikanska kyrkogemenskapen och det tredje största trossamfundet i Kanada. ACC har 359 000 medlemmar i 29 stift och en grupp församlingar i centrala British Columbia.
Fram till 1955 var kyrkans officiella namn "The Church of England in the Dominion of Canada".
De senaste åren har 28 församlingar beslutat att bryta med ACC och gått in i Anglican Church in North America, med motiveringen att kyrkan vänt sig bort ifrån ortodoxa kristna värderingar och anglikanska traditioner. 